# ويسلي تشابل (كارولاينا الشمالية)
ويسلي تشابل (بالإنجليزية: Wesley Chapel, North Carolina)‏ هي قرية تقع في الولايات المتحدة في مقاطعة يونيون، كارولاينا الشمالية. يقدر عدد سكانها بـ 7,463 نسمة ومساحتها 21.8 كم2 وترتفع عن سطح البحر 188 متر.

## التركيبة السكانية
حدّد مكتب تعداد الولايات المتحدة بيانات التركيبة السكانية لويسلي تشابل في تعداد الولايات المتحدة. في ما يلي، التركيبة السكانية حسب تعدادي 2000 و2010.

### تعداد عام 2000
بلغ عدد سكان ويسلي تشابل 2,549 نسمة بحسب تعداد عام 2000، وبلغ عدد الأسر 867 أسرة وعدد العائلات 763 عائلة مقيمة في القرية. في حين سجلت الكثافة السكانية 101.6 نسمة لكل كيلومتر مربع (263.1/ميل2). وبلغ عدد الوحدات السكنية 912 وحدة بمتوسط كثافة قدره 36.3 لكل كيلومتر مربع (94.0/ميل2).
وتوزع التركيب العرقي للقرية بنسبة 97.02% من البيض و1.41% من الأمريكيين الأفارقة و0.12% من الأمريكيين الأصليين و0.31% من الأمريكيين ذوي الأصول الآسيوية و0.04% من سكان جزر المحيط الهادئ و0.35% من الأعراق الأخرى و0.75% من عرقين مختلطين أو أكثر و1.88% من الهسبانيون أو اللاتينيون من أي عرق.
بلغ عدد الأسر 867 أسرة كانت نسبة 45.7% منها لديها أطفال تحت سن الثامنة عشر تعيش معهم، وبلغت نسبة الأزواج القاطنين مع بعضهم البعض 79.4% من أصل المجموع الكلي للأسر، ونسبة 5.5% من الأسر كان لديها معيلات من الإناث دون وجود شريك،  بينما كانت نسبة 3.1% من الأسر لديها معيلون من الذكور دون وجود شريكة وكانت نسبة 12% من غير العائلات. تألفت نسبة 9.3% من أصل جميع الأسر من عدة أفراد يعيشون في نفس المنزل ونسبة 2.5% كانت تتألف من شخص يعيش بمفرده يبلغ من العمر 65 عاماً أو أكثر. وبلغ متوسط حجم الأسرة المعيشية 2.94، أما متوسط حجم العائلات فبلغ 3.14.
بلغ العمر الوسطي للسكان 36.9 عاماً. وكانت نسبة 29.1% من القاطنين تحت سن الثامنة عشر، وكانت نسبة 6.2% بين الثامنة عشر والرابعة والعشرين عاماً، ونسبة 32.1% كانت واقعةً في الفئة العمرية ما بين الخامسة والعشرين والرابعة والأربعين عاماً، ونسبة 25.9% كانت ما بين الخامسة والأربعين والرابعة والستين، ونسبة 6.7% كانت ضمن فئة الخامسة والستين عاماً فما فوق. يوجد لكل 100 أنثى 104.2 ذكر، ويوجد لكل 100 أنثى في الثامنة عشر من عمرها فما فوق 100.7 ذكر.
بلغ متوسط دخل الأسرة في القرية 74,188 دولارًا، أما متوسط دخل العائلة فبلغ 73,000 دولارًا. وكان متوسط دخل الذكور 41,620 دولارًا مقابل 30,739 دولارًا للإناث. وسجل دخل الفرد الخاص بالقرية 30,143 دولارًا. وكانت نسبة 4.1% من العائلات ونسبة 3.4% من السكان تحت خط الفقر، وكان من هؤلاء نسبة 2.4% تحت سن الثامنة عشر ونسبة 10.4% في الخامسة والستين من العمر وما فوق.

### تعداد عام 2010
بلغ عدد سكان ويسلي تشابل 7,463 نسمة بحسب تعداد عام 2010، وبلغ عدد الأسر 2,282 أسرة وعدد العائلات 2,051 عائلة مقيمة في القرية. في حين سجلت الكثافة السكانية 297.4 نسمة لكل كيلومتر مربع (770.3/ميل2). وبلغ عدد الوحدات السكنية 2,359 وحدة بمتوسط كثافة قدره 94 لكل كيلومتر مربع (243.5/ميل2).
وتوزع التركيب العرقي للقرية بنسبة 90.74% من البيض و4.56% من الأمريكيين الأفارقة و0.16% من الأمريكيين الأصليين و1.50% من الأمريكيين ذوي الأصول الآسيوية و0.05% من سكان جزر المحيط الهادئ و1.46% من الأعراق الأخرى و1.53% من عرقين مختلطين أو أكثر و5.01% من الهسبانيون أو اللاتينيون من أي عرق.
بلغ عدد الأسر 2,282 أسرة كانت نسبة 56% منها لديها أطفال تحت سن الثامنة عشر تعيش معهم، وبلغت نسبة الأزواج القاطنين مع بعضهم البعض 81.1% من أصل المجموع الكلي للأسر، ونسبة 5.9% من الأسر كان لديها معيلات من الإناث دون وجود شريك،  بينما كانت نسبة 2.9% من الأسر لديها معيلون من الذكور دون وجود شريكة وكانت نسبة 10.1% من غير العائلات. تألفت نسبة 8.9% من أصل جميع الأسر من عدة أفراد يعيشون في نفس المنزل ونسبة 2.7% كانت تتألف من شخص يعيش بمفرده يبلغ من العمر 65 عاماً أو أكثر. وبلغ متوسط حجم الأسرة المعيشية 3.27، أما متوسط حجم العائلات فبلغ 3.48.
بلغ العمر الوسطي للسكان 38.1 عاماً. وكانت نسبة 34.7% من القاطنين تحت سن الثامنة عشر، وكانت نسبة 5.8% بين الثامنة عشر والرابعة والعشرين عاماً، ونسبة 24.5% كانت واقعةً في الفئة العمرية ما بين الخامسة والعشرين والرابعة والأربعين عاماً، ونسبة 28.6% كانت ما بين الخامسة والأربعين والرابعة والستين، ونسبة 6.4% كانت ضمن فئة الخامسة والستين عاماً فما فوق. وتوزع التركيب الجنسي للسكان بنسبة 50.5% ذكور و49.5% إناث.